# Engaru, Hokkaidō
Engaru (遠軽町 Engaru-chō) là thị trấn thuộc huyện Monbetsu, phó tỉnh Okhotsk, Hokkaidō, Nhật Bản. Tính đến ngày 1 tháng 10 năm 2020, dân số ước tính thị trấn là 19.241 người và mật độ dân số là 14 người/km2. Tổng diện tích thị trấn là 1.332,32 km2.